# 진스시
진스시(한국어: 진시시, 중국어: 津市市, 병음: Jīnshì Shì)는 중화인민공화국 후난성 창더 시의 현급 행정구역이다. 넓이는 558km2이고, 인구는 2007년 기준으로 260,000명이다.

## 행정 구역
4개 가도, 5개 진, 2개 향을 관할한다.
- 가도: 三洲驿街道, 汪家桥街道, 襄阳街街道, 金鱼岭街道.
- 진: 新洲镇, 渡口镇, 保河堤镇, 白衣镇, 灵泉镇.
- 향: 棠华乡, 李家铺乡.